# Непоседа, Мякиш и Нетак
Непоседа мякиш и нетак мультфильм созадл сказку в 1963 года киевнаучфильм который был который готовил полёта мальчика а паук бездельник который не пустят на улице который рушит конструкторы и который был разрушили ракету
1. ↑  Vadim Viktorovich Dementyev. «Lurkmore.ru» vs. «Wikipedia» = «informally» vs. «formally»? // International Journal “Speech Genres”. — 2015. — Т. 11, вып. 1. — С. 137–151. — ISSN 2311-0740. — doi:10.18500/2311-0740-2015-1-11-137-151.